# Val Jumela
Val Jumela este o arie protejată (sit de importanță comunitară — SCI) din Italia întinsă pe o suprafață de 36 ha, integral pe uscat.

## Localizare
Centrul sitului Val Jumela este situat la coordonatele 46°26′31″N 11°44′56″E / 46.442°N 11.7488°E.

## Înființare
Situl Val Jumela a fost declarat sit de importanță comunitară în ianuarie 2017 pentru a proteja un număr necunoscut de specii din flora spontană și fauna sălbatică aflate în arealul zonei.

## Biodiversitate
Situată în ecoregiunea alpină, aria protejată conține 6 habitate naturale: Formațiuni ierboase bogate în specii de Nardus, dezvoltate pe substraturi silicioase în zone montane (și în zone submontane, în Europa continentală), Mlaștini turboase de tranziție și turbării mișcătoare, Grohotișuri silicioase de la nivelul montan până la nivelul zăpezii (Androsacetalia alpinae și Galeopsietalia ladani), Pajiști alpine și boreale, Liziere de ierburi înalte hidrofile de câmpie și de nivel montan până la alpin, Pajiști boreale și alpine pe substrat silicios.
La baza desemnării sitului se află un număr nedeclarat de specii protejate: